# Multicolor Graphics Array

Grafico comparativo delle varie modalità di visualizzazione standard. La MCGA ha la risoluzione a colori corrispondente alla CGA, in questo grafico, e in bianco e nero alla VGA.

La Multi-Color Graphics Array (MCGA) fu il precursore della Video Graphics Array (VGA) che divenne lo standard per le schede video. L'IBM PS/2 Modello 25, introdotto sul mercato nel 1987, era equipaggiato con una MCGA integrata sulla scheda madre. La MCGA aveva un costo implementativo ridotto rispetta alla VGA.

## Caratteristiche tecniche
MCGA ha una risoluzione di 320×200 pixel con 256 colori (da una palette di 262 144 colori), e una risoluzione di 640×480 unicamente in bianco e nero in quanto la video RAM era di soli 64k mentre quella della VGA era di 256k.
MCGA supporta anche tutte modalità CGA ma non è compatibile con le modalità EGA ne con la MDA.
Può operare alla frequenza d'aggiornamento di 70 Hz ed ha un connettore video 15-pin D-shell.
Il connettore video e le specifiche elettriche sono quelle del connettore VGA originale.

## Compatibilità con i giochi per PC
La mancanza di compatibilità verso la EGA ha creato molti problemi nei giochi per PC mentre poteva operare con molti giochi per VGA. I giochi che richiedevano la modalità VGA 640×480 a 16 colori e quelli che facevano utilizzo delle pagine video, non potevano operare sulla MCGA in quanto queste funzioni non erano implementate.
L'MCGA non ebbe un grande successo in quanto era inferiore alla VGA prodotta nello stesso periodo.